# Welmsbach
Der Welmsbach ist ein rechter Zufluss der Rur bei Heimbach, einer Stadt im Kreis Düren in Nordrhein-Westfalen.

## Geographie
Der Welmsbach entspringt nördlich der Abtei Mariawald und dort nördlich der Landstraße 249. Diese Landstraße zweigt westlich der Quelle nach Norden hin ab. Der Bach verläuft östlich der Straße in nordnordöstlicher Richtung. Rund 400 Meter vor der Mündung zweigt er in nordwestlicher Richtung ab, unterquert die Landstraße 249 und mündet schließlich unterhalb der Stauanlage Heimbach in die Rur.